# معجون زمان
معجون زمان نام اصلی ملاقات‌کنندگان (به فرانسوی: Les Visiteurs) یک فیلم کمدی فانتزی فرانسوی به کارگردانی ژان-ماری پواره با بازی ژان رنو و کریستیان کلاویه که در سال ۱۹۹۳ منتشر شد. در این کمدی، یک شوالیه قرن دوازدهمی و سربازش در زمان سفر می‌کنند. پایان قرن بیستم و خود را در جامعه مدرن سرگردان می‌بینند.
این فیلم پرفروش‌ترین فیلم فرانسه در سال ۱۹۹۳ بود و امروزه یکی از پرفروش‌ترین فیلم‌های این کشور است. فیلم پس از موفقیت در باکس آفیس، هشت بار نامزد نوزدهمین جایزه سزار شد. این فیلم برنده جایزه سزار بهترین بازیگر نقش مکمل زن به والری لمرسیر شد. پس از موفقیت فیلم در سال ۱۹۹۸ دنباله‌ای به نام «معجون زمان ۲» منتشر شد که پس از آن فیلم سومی به نام «معجون زمان ۳» (۲۰۰۱) منتشر شد (که بازسازی انگلیسی زبان قسمت اول می‌باشد) و معجون زمان ۴ (۲۰۱۶) ادامه قسمت دوم (معجون زمان ۲) محسوب می‌شود.

## خلاصه داستان
در این فیلم شوالیهای از قرن دوازدهم همراه با خدمتکارش در زمان سفر می‌کنند و به اواخر قرن بیستم وارد شده و خود را در دنیای مدرن سرگردان می‌یابند.

## بازخوردها
این فیلم نقدهای مثبتی دریافت کرد و با فروش ۱۷٫۶ میلیون فرانک فرانسه (۳٫۳ میلیون دلار) در هفته در رتبه اول فرانسه افتتاح شد و به مدت ده هفته در آنجا ماند. این فیلم برای ۷ هفته دیگر به رتبه اول بازگشت و در سال ۱۹۹۳ با فروش ۱۳٫۷۸۲٫۸۴۶ بلیت و فروش ۷۸ میلیون دلاری، پرفروش‌ترین فیلم فرانسه بود. این فیلم پرفروش‌ترین فیلم غیرانگلیسی زبان در سراسر جهان در آن سال با فروش ۹۸٫۸ میلیون دلار بود. این فیلم یکی از پرفروش‌ترین فیلم‌های فرانسوی تاریخ است.